# Glen Ord
Pour les articles homonymes, voir Ord.
Glen Ord est une distillerie de whisky située dans le Rosshire dans les Highlands écossais au nord-ouest d'Inverness. Ce whisky, très utilisé pour la fabrication des blend est cependant aussi distribué en tant que single malt. L’expression la plus courante est le Singleton of Glen Ord 12 ans.

## Histoire
Au début du XIIIe siècle, les MacKenzie of Ord reçoivent du roi Alexandre III des terres à l’ouest de l’Écosse. En 1820 Thomas McKenzie of Ord reçoit en héritage un vaste domaine et entreprend de le régénérer. Comme ses terres sont ensemencées d’orge, il décide de créer une distillerie de whisky pour employer les gens vivant sur ses terres.
À l’époque, il existe dans les alentours neuf petites distilleries avec licence de production. Fonctionnant avec une dizaine d’employés qui étaient tous fermiers aux alentours elles transformaient la totalité de la récolte d’orge de la région. Cette activité permettait aux fermiers d’avoir  un revenu non négligeable afin de payer la location des terres. 
McKenzie récupère l’eau nécessaire aux différentes distilleries provient des Loch nam Bonnach et Loch nan Eun qui étaient équipées de deux roues à aubes. L’eau pour le brassage est elle celle d’une source dénommée Cuckoo Well.
Dans les premiers temps, la distillerie qui opère sous le contrôle de la Ord Distillery Company emploie 18 personnes. Elle obtient sa licence en 1838. Les deux patrons de la distillerie Robert Johnstone et Donald MacLennan font banqueroute en 1847. Malgré ce revers financier, la distillerie continue de produire illégalement avant d’être reprise en 1855 par Alexander McLennan et Thomas McGregor.
Au décès de McLennan en 1870, le whisky de Glen Ord est vendu dans toutes les colonies britanniques. Son épouse se remarie avec Alexander MacKenzie un employé de banque qui prend le contrôle de l’entreprise en 1877. Il développe la distillerie et commence en 1880 à vendre le whisky sous une nouvelle marque Glen Oran.
En 1896, MacKenzie vend la distillerie à James Watson & Son, des fabricants de blend de Dundee pour la somme de 15 800£. Le repreneur, qui avait auparavant acquis trois autres distilleries, est le producteur de plusieurs marques de blends dont Watson's No. 10.
La distillerie ferme pendant la Première Guerre mondiale comme la plupart de ses consœurs. Elle reprend son activité en 1919. Quatre années plus tard Les Watson vendent l’entreprise à Thomas Dewar, premier Baron Dewar, de Perth. La distillerie rechange de mains en 1930 pour devenir la propriété de Scottish Malt Distillers. Glen Ord ferme ses portes une deuxième fois en 1939, pour ne rouvrir qu’en 1946.
La distillerie a gagné de nombreux prix dont les prestigieuses récompenses Monde Selection.[réf. nécessaire]

## Production
Embouteillage officiel
- Singleton of Glen Ord 12 ans 40 %
- Singleton of Glen Ord 18 ans 40 %
- Glen Ord 25 ans 43 %
- Glen Ord 1974 23 ans 60,8 %
- Glen Ord 28 ans 58,3 %
- Glen Ord 30 ans 58,7 %
- Glen Ord Maltings 60 %

Embouteillage indépendant
- Glen Ord 1990 18 ans 52,8 % (Speciality Drinks Ltd)
- Glen Ord Very Cloudy Bourbon barrel 40,0 % (Signatory Vintage)
- Glen Ord 10 ans 1998 Hogshead 57,6 % (Signatory Vintage)